# 굿스플로
주식회사 굿스플로는 1999년에 설립된 전자상거래 유통물류 통합 플랫폼 비즈니스를 하는 솔루션 서비스 IT물류전문 회사이다. 설립 당시 명칭은 글로팩스 코리아 주식회사였으나, 2004년 5월에 굿스플로로 기업명을 변경했다.
지난 20년간 이커머스 물류만을 위한 연구와 솔루션 개발에 집중해왔으며, 국내 전자상거래 시장에서 독보적인 e-Logistics 업체로 거듭나고 있다. 
굿스플로의 주요 서비스는 쇼핑몰과 PG 등에 배송정보를 제공하는 배송지키미(배송추적), 송장출력, 제휴택배, 당일배송, 3PL 물류아웃소싱 등 이커머스 물류에서 일어나는 다양한 문제들을 IT기술로 유연하게 해결할 수 있는 서비스를 제공하고 있다. 

전자상거래 기업에게 '배송'과 '물류' 문제는 가장 큰 숙제이자, 성공을 좌우하는 중요한 경쟁력이 되었다. 이에, 굿스플로는 쇼핑몰, 판매자, 배송사, 고객에 이르기까지 물류의 모든 접점에서 발생하는 문제에 집중하고, 이커머스 성장을 부스팅하고 우리의 삶을 개선하는데 중요한 역할을 하고 있다.

현재는 쿠팡, 네이버, 카카오 등 굴지의 이커머스 기업들이 굿스플로를 통해 200여 개의 배송사를 빠르게 연결하고, 임팩트 있는 배송 품질을 구축하며 놀라운 비즈니스 성공을 획득하며 사업 파트너로 함께 성장하고 있다. 